# 克西茨
克西茨（德語：Cösitz）是德国萨克森-安哈尔特州安哈特-比特费尔德县策尔比希的城区，居民约220人。 